# أنس الساعي
أنس الساعي (18 مايو 2001) هو عداء مغربي. فاز بالميدالية الفضية في سباق 1500 متر في دورة الألعاب الإفريقية للشباب 2018 التي أقيمت في الجزائر العاصمة، وفي دورة الألعاب الأولمبية الصيفية للشباب 2018 التي أقيمت في بوينس آيرس، وفاز بالميدالية البرونزية في سباق 1500 متر في البطولة العربية لألعاب القوى عام 2021 التي أقيمت في رادس، تونس. مثّل المغرب في الألعاب الأولمبية الصيفية، طوكيو 2020 في سباق 1500 متر. درس إدارة الأعمال في جامعة الأخوين في أغسطس 2021، ثم ألتحق بجامعة كارولاينا الجنوبية في عام 2022.

## روابط خارجية
- أنس الساعي على موقع الاتحاد الدولي لألعاب القوى (الإنجليزية)
- أنس الساعي على موقع TFRRS.org (الإنجليزية)
- أنس الساعي على موقع اللجنة الأولمبية الدولية (الإنجليزية)
- أنس الساعي على موقع أوليمبيديا (الإنجليزية)
- أنس الساعي على موقع اللجنة الأولمبية المغربية (الفرنسية)